# Розанов, Алексей Михайлович
Алексе́й Миха́йлович Роза́нов (1900, Нижний Новгород — 23 февраля 1939) — деятель госбезопасности СССР, лейтенант государственной безопасности (1937); депутат Верховного Совета СССР 1-го созыва. Член РКП(б) с 1919 г. Нарком внутренних дел Чувашской АССР (1937—1938). Входил в состав особой тройки НКВД СССР.

## Биография
Родился в семье рабочего-плотника. Окончил механико-техническое училище им. Кулибина в Нижнем Новгороде (1918).
С 1919 г. в РККА. В 1925—1927 гг. народный следователь Нижегородского губсуда, затем народный следователь 3-го района г. Шарья. С февраля 1927 г. в органах ОГПУ — НКВД СССР. В 1927—1929 гг. помощник уполномоченного Экономического отдела Нижегородского губотдела ГПУ, в 1929—1930 гг. оперуполномоченный Экономического отдела Полномочного представительства ОГПУ по Нижегородскому краю, в 1930—1933 гг. начальник 3-го отделения Экономического отдела Полномочного представительства ОГПУ по Нижегородскому краю, в 1933—1934 гг. начальник инспекции резервов Полномочного представительства ОГПУ по Горьковскому краю, в 1934—1937 гг. начальник отдела резервов УНКВД Горьковского края.
С февраля 1937 по июль 1938 г. нарком внутренних дел Чувашской АССР. Этот период отмечен вхождением в состав особой тройки, созданной по приказу НКВД СССР от 30.07.1937 № 00447 и активным участием в сталинских репрессиях.
Арестован в июле 1938 году, приговорен к расстрелу, приговор приведен в исполнение.

## Оценки деятельности
Не реабилитирован.